# Lygosoma albopunctata
Espèce
Synonymes
- Riopa albopunctata Gray, 1846

Lygosoma albopunctata est une espèce de sauriens de la famille des Scincidae.

## Répartition
Cette espèce se rencontre :
- en Malaisie péninsulaire ;
- au Viêt Nam ;
- au Bangladesh ;
- en Inde ;
- au Népal ;
- aux Maldives.

## Publication originale
- Gray, 1846 : Descriptions of some new species of Indian Lizards. Annals and Magazine of Natural History, sér. 1, vol. 18, p. 429-430 (texte intégral).